# Biophysical Journal
Biophysical Journalは、生物物理学会が主催する学術誌。セルプレスから発行されている。
2010年現在、バージニア大学のエドワード・エジェルマンが責任編集者を務めている。